# كوينتون كارتر
كوينتون كارتر (بالإنجليزية: Quinton Carter)‏ هو لاعب كرة قدم أمريكية أمريكي، ولد في 20 يوليو 1988 في لاس فيغاس في الولايات المتحدة.

## وصلات خارجية
- كوينتون كارتر على موقع مرجع كرة القدم المحترفة.كوم (الإنجليزية)